# Leptogenys crassicornis
Leptogenys crassicornis é uma espécie de formiga do gênero Leptogenys, pertencente à subfamília Ponerinae.